# Heartbreak Sniper
Singles de Yuki Uchida
Da.i.su.ki.
(1997) Rakuen
(1999)
Heartbreak Sniper (ハートブレイク スナイパー) est le neuvième single de Yuki Uchida, sorti le 23 septembre 1998 au Japon sur le label King Records, plus d'un an après son précédent single Da.i.su.ki. ; ce sera son seul disque de l'année. Il atteint la 32e place du classement Oricon, et reste classé pendant deux semaines, se vendant à 14 000 exemplaires durant cette période.
La chanson-titre a été utilisée comme thème musical pour une publicité. Uchida se consacrant à sa carrière d'actrice, elle ne sortira plus d'album ; cette chanson figurera finalement sur sa compilation Perfect Best qui sortira douze ans plus tard en 2010.

## Liste des titres
1. Heartbreak Sniper (ハートブレイク スナイパー?)
2. Ermitage no Sabaku (エルミタージュの砂漠?)
3. Heartbreak Sniper (Instrumental) (ハートブレイク スナイパー...?)